# 戒厳令 (アルバム)
『戒厳令』（かいげんれい、原題:Fair Warning）は、ヴァン・ヘイレンが1981年に発表したアルバム。通算4作目。

## 解説
アルバム・ジャケットは、カナダの画家ウィリアム・クアレック（en:William Kurelek）が1953年に病院で描いた作品『The Maze』の一部をコラージュしたもの。「ミーン・ストリート」のイントロでは、スラップ奏法とタッピング奏法を複合したギター・テクニックが披露されている。
アルバムは全米5位に達し、1994年にはダブル・プラチナに達したが、2012年7月現在、デイヴィッド・リー・ロスが最初に脱退する前のオリジナル・アルバムとしては唯一、トリプル・プラチナに達していない。イギリスでも49位にとどまり、ヴァン・ヘイレンのオリジナル・アルバムとしては最も低い数字となった。「ミーン・ストリート」（ビルボード・メインストリーム・ロック・チャート12位）、「プッシュ・カムズ・トゥ・シャヴ」（同29位）、「アンチェインド」（同13位）がシングルとしてリリースされた。

## 収録曲
全曲メンバー4人の共作。
1. ミーン・ストリート - "Mean Street" - 4:55
2. ダーティ・ムーヴィーズ - ""Dirty Movies"" - 4:06
3. シナーズ・スウィング - "Sinner's Swing!" - 3:08
4. ヒア・アバウト・イット・レイター - "Hear About It Later" - 4:33
5. アンチェインド - "Unchained" - 3:27
6. プッシュ・カムズ・トゥ・シャヴ - "Push Comes to Shove" - 3:48
7. これが愛だって - "So This Is Love?" - 3:05
8. サンデイ・アフタヌーン - "Sunday Afternoon in the Park" - 2:00
9. 一歩踏み出せ - "One Foot Out the Door" - 1:56

## 参加ミュージシャン
- デイヴィッド・リー・ロス - ボーカル
- エドワード・ヴァン・ヘイレン - ギター
- マイケル・アンソニー - ベース
- アレックス・ヴァン・ヘイレン - ドラムス